# Пауэлл, Колин
Ко́лин Лю́тер Па́уэлл (англ. Colin Luther Powell; 5 апреля 1937, Гарлем, Манхэттен, Нью-Йорк, США — 18 октября 2021, Бетесда, Монтгомери, Мэриленд, США) — американский политический, государственный и военный деятель; генерал Армии США, Государственный секретарь в период первого срока президентства Джорджа Уокера Буша (2001—2005). В 1987—1989 годах был советником по национальной безопасности в администрации президента Рональда Рейгана, а в 1989—1993 годах — председателем Объединённого комитета начальников штабов. Ветеран войны во Вьетнаме. В 1991 году награждён высшей наградой США — Золотой медалью Конгресса. Кавалер двух Президентских медалей Свободы, в том числе с отличием. Член Американского философского общества (1998).

## Ранние годы
Родился в семье иммигрантов с Ямайки. Мать — портниха Мод Маккой (Maud McKoy), и отец — продавец одежды Лютер Пауэлл (Luther Powell), познакомились в Нью-Йорке, хотя и имели дальнее родство, как и многие ямайские чернокожие. Поскольку на Ямайке жили потомки европейцев, африканцев и индейцев, то в жилах Колина Пауэлла текла многонациональная кровь: африканская, английская, шотландская, ирландская, еврейская и индейская. Когда мальчику было 4 года, семья переехала в Южный Бронкс. В школе Пауэлл выучил идиш, когда работал в местном еврейском магазине детской мебели, и продолжал говорить на идиш всю свою жизнь.
Колин хорошо запомнил то время, когда Америка вступила во Вторую мировую войну и участвовала в войне в Корее, что не могло не отразиться на его интересах: он любил представлять, как командует легионами солдат, на практике — оловянными солдатиками, и руководил битвами, сидя на ковре в гостиной. С музыкой маленький Колин не особо справлялся: занятия фортепиано и флейтой не привели к желаемым родителями результатам, и поэтому он их забросил.
В середине 50-х окончил среднюю школу «Моррис хай скул» (Morris High School).
Послушав своих родителей и следуя примеру старшей сестры, подал заявления сразу в два высших учебных заведения: Нью-Йоркский колледж и Нью-Йоркский университет. Приняли его в оба, свой выбор он сделал исходя из того, что обучение в колледже стоило значительно дешевле. Учился в Сити-колледже в Нью-Йорке, где получил степень бакалавра геологии. Обучаясь в колледже, Колин получил возможность участвовать в спонсорской программе, по которой было возможно получить небольшую стипендию, обучаясь военному делу. Это решение станет судьбоносным для его дальнейшей карьеры.
Во время учёбы в колледже он подрабатывал в магазине детских игрушек Джека Сиксера и именно тогда научился разговаривать на идише.
Тем временем семья Пауэлл переехала в свой дом в районе Куинз, купив его на деньги, выигранные Лютером в лотерею. В колледже Колин добивался небывалых успехов, он определённо нашёл то, чем бы хотел заниматься всю свою жизнь. За первые два года учёбы он стал командиром батальона, инструктором по строевой подготовке, приводил к присяге новеньких, а весной 1957 года занял на соревнованиях первое место.

## Военная карьера
Армейскую карьеру Колин Пауэлл начал в возрасте 21 года в Форт-Беннинге, где первые недели был вводный курс, который он окончил в первой десятке из класса. А затем два месяца он проходил программу подготовки в Школе рейнджеров, включающую в себя испытания на физическую выносливость и курс выживания в болотах Флориды, «соседствуя» с аллигаторами и змеями. После Школы рейнджеров Колин записался в воздушно-десантную подготовку, также преуспев и там. Первое назначение Колина Пауэлла было в 3-ю бронетанковую дивизию в Западную Германию, в городке Гельнхаузен, расположенном в долине реки Кинзиг, к востоку от Франкфурта. Первая миссия под его командованием заключалась в охране 280-миллиметрового орудия, стреляющего ядерными снарядами. В том же году он получил новое звание — первого лейтенанта.
После двухгодичной службы в Германии Колина Пауэлла направили на службу в Форт-Девенс (Массачусетс), а к лету 1961 года он мог завершить службу в армии, так как трёхгодичный контракт уже закончился, но эта мысль даже не посещала его. В этом же году Колин познакомился со своей будущей женой, Альмой Джонсон, сходив за компанию с другом на двойное свидание вслепую.
В августе 1962 года поступил приказ о направлении Колина Пауэлла на новое место службы: Южный Вьетнам. Стремление к заветной цели Колина, подтолкнуло его на важный шаг в его гражданской жизни — это жениться на своей возлюбленной Альме до отъезда на службу. Ознакомившись с обстановкой во Вьетнаме, Колин Пауэлл получил приказ присоединиться к Армии Республики Вьетнам (АРВ), где он был назначен советником во 2-й батальон 3-го пехотного полка 1-й пехотной дивизии. Во время этой поездки он был ранен, наступив на замаскированную ловушку — «панджи» — заостренный деревянный кол, спрятанный в земле. Во время первого назначения в юго-восточную Азию в семье Пауэлл родился мальчик, которого назвали Майклом. А через несколько лет у Колина и Альмы родилась первая дочь — Линда.
В 1968 году Пауэлл вернулся во Вьетнам, где получил награду за храбрость за спасение трех других солдат из горящих обломков разбившегося вертолёта, в котором он летел.
Колину Пауэллу, в то время 31-летнему майору армии, служившему помощником начальника штаба по операциям Американской дивизии, было поручено расследовать письмо Тома Глена, который описывал продолжающуюся повседневную жестокость по отношению к вьетнамским гражданам со стороны американских войск во Вьетнаме, свидетелем которой он был лично. В своем отчете Пауэлл написал: «Прямым опровержением такого представления является тот факт, что отношения между солдатами американской дивизии и вьетнамским народом отличные». В исследовании армии США 2018 года, посвященном этой бойне, отмечается, что Пауэлл «расследовал утверждения, изложенные в письме Глена. Он оказался не в состоянии обнаружить ни широко распространенных ненужных убийств, ни военных преступлений, ни каких-либо фактов, связанных с Ми Лай…»  Позднее некоторые наблюдатели охарактеризовали работу Пауэлла с этим заданием как «обеление» зверств в Ми Лай.
В мае 2004 г. Пауэлл заявил теле- и радиоведущему Ларри Кингу: «Я служил в подразделении, которое отвечало за Ми Лай. Я попал туда уже после того, как это произошло. На войне время от времени случаются такие ужасные вещи, но они все ещё вызывают сожаление».
После войны учился в университете Джорджа Вашингтона, где получил степень магистра делового управления (MBA), а затем добился престижной стипендии Белого дома при президенте Ричарде Никсоне. В возрасте тридцати двух лет Колин Пауэлл со своей семьёй переехал в Вашингтон (Округ Колумбии), где они купили в ипотеку свой собственный дом, а сам Колин начал учёбу в Университете. Обучение в университете было ему в радость, если не считать предмет под названием компьютерная логика, единственная дисциплина, за которую по окончании курса он получил отметку «B». Тем временем на свет появилась вторая дочь супружеской четы Пауэлл, именуемая Аннемари, а Колин получил звание подполковника.
Получив диплом после двухгодичного обучения в аспирантуре, Колин Пауэлл направился с ним в Пентагон, где получил назначение в аппарат помощника заместителя начальника штаба сухопутных войск. Затем его перевели в отдел, где он помогал генералу Депуи создавать армию будущего. Следующим шагом в развитии карьеры Колин Пауэлла была годичная стажировка в Белом доме, конкурсный отбор которой он на удивление самому себе прошёл. Важным результатом стажировки стала возможность присутствовать на встречах с политической элитой Соединённых Штатов и других государств. Стажеры имели возможность познакомиться с министром здравоохранения, образования и социальных служб, с губернатором штата Джорджия, будущим президентом США, Джимми Картером, президентом Никсоном, с лидерами Японии, Советского Союза, Китая, Польши, Болгарии и Западной Германии, с ведущими журналистами Америки. Под конец стажировки Пауэлла определили в Корею, где целью его службы было поддержание мира, установленное 27 июля 1953 года между ООН и Северной Кореей, и помощь южнокорейским союзникам в случае нарушения этого мира. Прослужив какое-то время в Южной Корее, Пауэлл перебрался в Пентагон.
В 1970—1980-х годах работал в министерстве обороны, и, продвигаясь по ступеням военной иерархии, к 1983 стал старшим военным помощником министра обороны Каспара Уайнбергера. В 1986 был назначен заместителем директора Совета национальной безопасности, а в ноябре 1987 президент Рональд Рейган назначил его на пост советника по национальной безопасности. После окончания президентского срока Рейгана, Пауэлл вернулся в армию и служил командующим округа в Джорджии, однако уже в августе 1989 президент Джордж Буш выдвинул его на пост председателя Объединённого комитета начальников штабов. В свои 52 года он стал самым молодым офицером, когда-либо занимавшим этот пост, — и первым афроамериканцем. При Пауэлле была успешно проведена военная агрессия в Панаме, а также прошла война в Персидском заливе 1991 (операция «Буря в пустыне»).
Во время войны в Персидском заливе 1990 года была реализована стратегия, получившая название «Доктрина Пауэлла». По сути, Пауэлл считал, что США должны прибегнуть к военной силе только после того, как все дипломатические, политические или экономические средства исчерпаны. Однако после начала военных действий необходимо развернуть максимальные силы, необходимые для быстрой и полной победы с минимумом потерь США. Большое значение придавалось общественной поддержке. В 1991 году под его непосредственным руководством войска возглавляемой США международной коалиции нанесли поражение армии иракского диктатора Саддама Хусейна и освободили захваченный им Кувейт.
Пауэлл сыграл решающую роль на переговорах с военной хунтой на Гаити, благодаря ему власть в стране удалось вернуть законно избранному президенту Жану Бертрану Аристиду.

## После отставки из армии
Пауэлл оставался председателем Объединённого комитета начальников штабов в первые месяцы нового президентства Клинтона, но ему было трудно работать вместе с более либеральной администрацией. Он оставил армию в 1993 году и занялся работой над своей автобиографией (она возглавила список бестселлеров New York Times), а также благотворительностью.
Вопреки ожиданиям, Пауэлл объявил в ноябре 1995 года, что не будет участвовать в президентской кампании 1996 года. Тогда же он впервые заявил о своей принадлежности к Республиканской партии. Тем не менее, в 1997 году Пауэлл поддержал в ряде вопросов президента Клинтона, в частности, призвал сенат ратифицировать многосторонний договор о запрещении химического оружия.

## Государственный секретарь
В 2001 году, после победы на президентских выбора Джорджа Уокера Буша, Пауэлл занял в новом кабинете пост государственного секретаря (главы внешнеполитического ведомства). Пауэлл был единогласно утверждён Сенатом на новом посту, став первым афроамериканцем, занявшим столь высокий пост в президентской администрации. Как политик он имел репутацию умеренного республиканца и прагматика.
В заявлении для прессы 24 февраля 2001 года, он заявил, что санкции против Ирака предотвратили бы создание оружия массового поражения Саддамом Хусейном. Как и в дни, предшествовавшие войне в Персидском заливе, Пауэлл (в отличие от вице-президента Чейни и министра обороны Рамсфелда) изначально выступал против насильственного свержения Саддама, предпочитая продолжать политику сдерживания. Известно, что он, в частности, настоял, чтобы операция против Ирака не начиналась без рассмотрения вопроса в ООН (знаменитое размахивание пробиркой), что, по некоторым сведениям, едва не стоило ему должности.
Пауэлл попал под огонь критики за свою роль в американском вторжении в Ирак в 2003 году. Его репутация честного человека, безусловно, помогла убедить Организацию Объединённых Наций в необходимости войны, когда он выступил перед Советом Безопасности в 2003 году. Всего 18 месяцев спустя, после свержения Саддама Хусейна Пауэлл признал, что разведывательные данные, свидетельствующие о том, что иракский диктатор обладал оружием массового уничтожения, почти наверняка оказались неверными.
15 ноября 2004 года Пауэлл объявил о своей отставке с поста государственного секретаря и покинул администрацию Джорджа Буша после окончания его первого срока. Его преемницей стала советник по национальной безопасности Кондолиза Райс.
Позже Пауэлл признал, что это выступление в Совете Безопасности стало серьёзным пятном на его биографии. «Это было больно. И тогда, и сейчас», — сказал Пауэлл в интервью ABC News в 2005 году.

### «Пробирка Пауэлла»
5 февраля 2003 года Пауэлл выступил в Совбезе ООН и в ходе своего выступления продемонстрировал пробирку с белым веществом. В российских СМИ, а также сенатором Косачёвым и министром иностранных дел Лавровым неоднократно утверждалось, что Пауэлл выдал содержимое пробирки за образец иракского оружия массового поражения (впоследствии так и не найденного в Ираке) с целью убедить слушателей в его существовании — и в необходимости военной операции в Ираке. Однако из стенограммы и видеозаписи заседания Совбеза следует, что Пауэлл показывал пробирку как образец объёма чайной ложки: такое количество сухого порошка с агентами сибирской язвы привело к остановке работы Конгресса в 2001 году. Отвечая на вопрос слушателя «Эха Москвы» 15 мая 2003 года, Пауэлл сказал: «Там, разумеется, не было ничего опасного, это не был какой-то нервно-паралитический газ, я бы ничего опасного в ООН не принёс, это был просто муляж, который как бы должен был выглядеть как биологическое или химическое оружие, которое, как мы знаем, разрабатывал Ирак. И мы хотели проиллюстрировать, насколько могло быть опасным небольшое количество этого препарата, если бы это действительно было».

## После ухода с поста госсекретаря
В 2008 году поддержал кандидатуру Барака Обамы на пост нового президента США. На выборах 2012 года также голосовал за Обаму, а на выборах 2016 года поддержал кандидатуру Хиллари Клинтон.
В 2018 году Колин Пауэлл принял участие в съёмках нового сезона американского телесериала «Мадам госсекретарь», где он сыграл самого себя.
Умер в возрасте 84-х лет от осложнений, вызванных коронавирусной инфекцией, 18 октября 2021 года в Национальном военно-медицинском центре Уолтера Рида (Бетесда, штат Мэриленд), где он проходил лечение; отмечается, что Пауэлл был полностью вакцинирован, но болел миеломой, которая могла сильно ослабить его иммунную систему. Кроме того, у него была болезнь Паркинсона в ранней стадии.
С речью в память о политике выступил госсекретарь США Энтони Блинкен, также были приспущены флаги в государственных учреждениях по всей стране, а также в дипломатических и военных миссиях за рубежом. Был похоронен на Арлингтонском национальном кладбище, став десятым по счёту государственным секретарём США, похороненным там.

## Присвоение воинских званий
| Звание                  | Дата присвоения |
| ----------------------- | --------------- |
| Второй лейтенант        | 9 июня 1958     |
| Первый лейтенант        | 30 декабря 1959 |
| Капитан                 | 2 июня 1962     |
| Майор                   | 24 мая 1966     |
| Подполковник            | 9 июля 1970     |
| Полковник               | 1 февраля 1976  |
| Бригадный генерал       | 1 июня 1979     |
| Генерал-майор           | 1 августа 1983  |
| Генерал-лейтенант       | 26 марта 1986   |
| Четырёхзвёздный генерал | 4 апреля 1989   |

## Награды

### Американские
Медали «За выдающуюся службу в вооружённых силах» с тремя пучками дубовых листьев, «За выдающиеся заслуги» с пучком дубовых листьев, «За отличную службу», орден «Легион почёта» с пучком дубовых листьев, Солдатская медаль, медали «Бронзовая звезда», «Пурпурное сердце», Воздушная медаль, Похвальная медаль Объединённого командования, Похвальная медаль Армии с двумя пучками дубовых листьев, медали «За службу национальной обороне» с бронзовой звездой за службу, «За службу во Вьетнаме» с серебряной звездой за службу, Лента армейской службы, Лента службы за границей с наградной цифрой «4», крест «За храбрость» с благодарностью подразделению, Медаль вьетнамской кампании.
Также награждён Медалью государственного секретаря «За выдающиеся заслуги» и медалью министра энергетики «За выдающиеся заслуги».
- Президентская медаль Свободы и Президентская гражданская медаль[англ.] (1991)[30].
- Золотая медаль Конгресса США (1992)[31].
- Президентская медаль Свободы с отличием (1993)[32].
- Филадельфийская медаль Свободы (2002)[33][34].

### Иностранные
- Орден Бани степени Рыцаря-Командора (1993)[35]
- Орден Британской империи степени Рыцаря-Командора (1993)[36].
- Орден Почётного легиона степени кавалера Большого креста (?)[37].
- Орден Ямайки (1994)[38].
- Крест похвальной службы[англ.] (1994)[39][40].
- Орден Скандербега[англ.] (2003)[41].
- Орден «Стара-планина» первой степени (2003)[42].
- Орден Заслуг перед Республикой Венгрия с Большим Крестом[43]
- Орден Заслуг перед Республикой Польша с Командорским Крестом (2010)[44].